# Cserenkov-számláló
A Cserenkov-számláló olyan részecskeszámláló, amelyben a Cserenkov-sugárzást használják fel nagy energiájú, elektromosan töltött részecskék kimutatására. A Cserenkov-számláló fontos eszköze a nagyenergiájú fizikai kutatásoknak. Segítségével sikerült kísérletileg kimutatni például az antiprotont.